# Amerikai Pszichológiai Társaság
Az Amerikai Pszichológiai Társaság (American Psychological Association, APA) a pszichológusok legnagyobb tudományos és szakmai szervezete az Amerikai Egyesült Államokban és Kanadában. Egyúttal a világ legnagyobb pszichológusokat tömörítő társasága, több mint 130.000 taggal. A Társaság éves büdzséje kb. 115 millió amerikai dollár. 54 tagozata van.

## Küldetés
Az APA vállalt küldetése: elősegíteni a pszichológiai ismeretek létrehozását, terjesztését és alkalmazását a társadalom hasznára és az emberi életminőség javítására.

## Irányítása
Székhelye: 750 First Street, NE, Washington D.C., USA.
Az APA szabályzata rögzíti azon szervezeti elemeket, melyek a fékek és ellensúlyok rendszerén keresztül biztosítják a demokratikus működést. A főbb szervezeti egységek:
- Elnök. Az APA elnökét a tagság választja. Az elnök vezeti a Képviselők Tanácsának, valamint az Igazgatóságnak az üléseit.
- Igazgatóság. Az Igazgatóság hat főből áll. Feladata a Társaság adminisztratív ügyeinek intézése valamint az éves költségvetés benyújtása a Képviselők Tanácsa elé.
- Képviselők Tanácsa. A Tanács jogosult az APA irányvonalát meghatározni és a bevételek felhasználásáról dönteni. A Tanács tagjai  állami/megyei/területi pszichológiai társaságok által választott tagok, az APA tagozatai valamint az Igazgatóság.
- Bizottságok. Az APA által elvállalt munka tekintélyes részét önkéntes alapon végzik a bizottságok tagjai.

## Publikációk
Az American Psychologist az APA hivatalos folyóirata. A Társaság több mint 70 további folyóiratot publikál, melyek átfogják a legtöbb szakterületet.
Az APA megjelentetett továbbá néhány könyvet, terápiás technikákat bemutató videókat, valamint egy nyolc kötetes Pszichológiai Enciklopédiát.
Az APA szakértőkből álló munkacsoportokat (task force) hoz létre, melyek feladata a Társaság álláspontjának kialakítása olyan társadalmilag fontos kérdésekben, mint az abortusz pszichológiája, egyes emberi jogi kérdések, IQ, homoszexualitás, nemi különbségek.

## Történelme
Az APA-t 26 fő alapította 1892-ben a Clark Egyetemen (Massachusetts, USA). Első elnöke Granville Stanley Hall volt.
A klinikai pszichológusok dominanciája miatt néhány kutatás központú csoport elszakadt a szervezettől. Ezek közé tartozik az elsősorban kognitív orientációjú Pszichonomikus Társaság (Psychonomic Society; 1959) és a kutatást és a tudományt fókuszába helyező Pszichológia Tudományáért Társaság (Association for Psychological Science; 1988).

## Korábbi elnökei
- 2011 Melba J. T. Vasquez
- 2010 Carol D. Goodheart
- 2009 James H. Bray
- 2008 Alan E. Kazdin
- 2007 Sharon S. Brehm
- 2006 Gerald Koocher
- 2005 Ronald F. Levant
- 2004 Diane F. Halpern
- 2003 Robert J. Sternberg
- 2002 Philip G. Zimbardo
- 2001 Norine G. Johnson
- 2000 Patrick DeLeon
- 1999 Richard M. Suinn
- 1998 Martin E.P. Seligman
- 1997 Norman Abeles
- 1996 Dorothy W. Cantor
- 1995 Robert J. Resnick
- 1994 Ronald E. Fox
- 1993 Frank Farley
- 1992 Jack Wiggins, Jr.
- 1991 Charles Spielberger
- 1990 Stanley Graham (psychologist)
- 1989 Joseph Matarazzo
- 1988 Raymond D. Fowler
- 1987 Bonnie Strickland
- 1986 Logan Wright
- 1985 Robert Perloff
- 1984 Janet Taylor Spence
- 1983 Max Siegel
- 1982 William Bevan (psychologist)
- 1981 John J. Conger
- 1980 Florence L. Denmark
- 1979 Nicholas A. Cummings
- 1978 M. Brewster Smith
- 1977 Theodore H. Blau
- 1976 Wilbert J. McKeachie
- 1975 Donald T. Campbell
- 1974 Albert Bandura
- 1973 Leona E. Tyler
- 1972 Anne Anastasi
- 1971 Kenneth B. Clark
- 1970 George W. Albee
- 1969 George A. Miller
- 1968 Abraham Maslow
- 1967 Gardner Lindzey
- 1966 Nicholas Hobbs
- 1965 Jerome Bruner
- 1964 Quinn McNemar
- 1963 Charles E. Osgood
- 1962 Paul E. Meehl
- 1961 Neal E. Miller
- 1960 Donald O. Hebb
- 1959 Wolfgang Köhler
- 1958 Harry Harlow
- 1957 Lee J. Cronbach
- 1956 Theodore M. Newcombe
- 1955 E. Lowell Kelly
- 1954 O. Hobart Mowrer
- 1953 Laurence F. Shaffer
- 1952 J. McVicker Hunt
- 1951 Robert R. Sears
- 1950 Joy Paul Guilford
- 1949 Ernest R. Hilgard
- 1948 Donald G. Marquis
- 1947 Carl Rogers
- 1946 Henry E. Garrett
- 1945 Edwin R. Guthrie
- 1944 Gardner Murphy
- 1943 John Edward Anderson
- 1942 Calvin Perry Stone
- 1941 Herbert Woodrow
- 1940 Leonard Carmichael
- 1939 Gordon Allport
- 1938 John Frederick Dashiell
- 1937 Edward C. Tolman
- 1936 Clark L. Hull
- 1935 Albert Theodor Poffenberger
- 1934 Joseph Peterson (psychologist)
- 1933 Louis Leon Thurstone
- 1932 Walter Richard Miles
- 1931 Walter Samuel Hunter
- 1930 Herbert Sidney Langfeld
- 1929 Karl Lashley
- 1928 Edwin G. Boring
- 1927 Harry Levi Hollingworth
- 1926 Harvey A. Carr
- 1925 Madison Bentley
- 1924 G. Stanley Hall
- 1923 Lewis Terman
- 1922 Knight Dunlap
- 1921 Margaret Floy Washburn
- 1920 Shepherd Ivory Franz
- 1919 Walter Dill Scott
- 1918 John Wallace Baird
- 1917 Robert Mearns Yerkes
- 1916 Raymond Dodge
- 1915 John Broadus Watson
- 1914 Robert Sessions Woodworth
- 1913 Howard Crosby Warren
- 1912 Edward Thorndike
- 1911 Carl Emil Seashore
- 1910 Walter Bowers Pillsbury
- 1909 Charles Hubbard Judd
- 1908 George Malcolm Stratton
- 1907 Henry Rutgers Marshall
- 1906 James Rowland Angell
- 1905 Mary Whiton Calkins
- 1904 William James
- 1903 William Lowe Bryan
- 1902 Edmund Sanford
- 1901 Josiah Royce
- 1900 Joseph Jastrow
- 1899 John Dewey
- 1898 Hugo Münsterberg
- 1897 James Mark Baldwin
- 1896 George Stuart Fullerton
- 1895 James McKeen Cattell
- 1894 William James
- 1893 George Trumbull Ladd
- 1892 G. Stanley Hall

## Fordítás
- Ez a szócikk részben vagy egészben  az   American Psychological Association című angol Wikipédia-szócikk ezen változatának fordításán alapul.  Az eredeti cikk szerkesztőit annak laptörténete sorolja fel. Ez a jelzés csupán a megfogalmazás eredetét és a szerzői jogokat jelzi, nem szolgál a cikkben szereplő információk forrásmegjelöléseként.